# Discoplax celeste
Espèce
Discoplax celeste est une espèce de crabes de la famille des Gecarcinidae. Décrit en 2012, il était déjà connu mais il était auparavant considéré comme une variété de Discoplax hirtipes.

## Description
Discoplax celeste est de couleur bleue.

## Distribution
Cette espèce est endémique de l'île Christmas.

## Mode de vie
Discoplax celeste a des habitudes plus aquatiques que les autres espèces de l'île, ce qui le contraint à vivre dans les parties de l'île où il y a de l'eau douce.

## Population
Discoplax celeste est moins abondant que les autres espèces de crabes rouges présents sur l'île.

## Menaces
Discoplax celeste a souffert des activités humaines dans les années 1950, où il a été exploité par les populations locales pour l'alimentation.

## Conservation
En conséquence de sa surexploitation, il a été entièrement protégé dans les années 1980.

## Découverte
Discoplax celeste a été décrit en tant que nouvelle espèce, en 2012, par une équipe de biologistes dirigée par le docteur Peter Ng, de l'Université nationale de Singapour, et par le Dr Peter Davie, du Musée du Queensland.

## Publication originale
- Ng & Davie, 2012 : The blue crab of christmas island, Discoplax celeste, new species (Crustacea: Decapoda: Brachyura: Gecarcinidae). The Raffles Bulletin Of Zoology, vol. 60, n. 1, p. 89–100 (texte intégral)